# 前309年
| 千纪： | 前1千纪 |
| 世纪： | 前5世纪 \| 前4世纪 \| 前3世纪 |
| 年代： | 前330年代 \| 前320年代 \| 前310年代 \| 前300年代 \| 前290年代 \| 前280年代 \| 前270年代                                                                                |
| 年份： | 前314年 \| 前313年 \| 前312年 \| 前311年 \| 前310年 \| 前309年 \| 前308年 \| 前307年 \| 前306年 \| 前305年 \| 前304年                                                  |
| 纪年： | 周赧王六年 魯平公十四年 齊宣王十一年 趙武靈王十七年 魏襄王十年 韓襄王三年 秦武王二年 楚懷王二十年 宋康王二十年 衛嗣君二十六年 燕昭王五年 越王無彊三十四年 中山王𧊒元年 |

## 大事记
- 秦置丞相。
- 利西馬科斯建立利西馬其亞城。
- 塞琉古一世在巴比倫戰爭戰勝安提柯一世，奪回巴比倫尼亞，並且獲得亞歷山大帝國大部分的東部領土。
- 卡山德杀害被自己囚禁多年的马其顿名义上的国王亚历山大四世及其母罗克珊娜。

## 逝世
- 亚历山大四世，马其顿国王
- 罗克珊娜，亚历山大四世母